# Cybalomia fulvomixtalis
Cybalomia fulvomixtalis är en fjärilsart som beskrevs av Hans Zerny 1914. Cybalomia fulvomixtalis ingår i släktet Cybalomia och familjen Crambidae. Inga underarter finns listade i Catalogue of Life.